# مزرعه خانوادگی

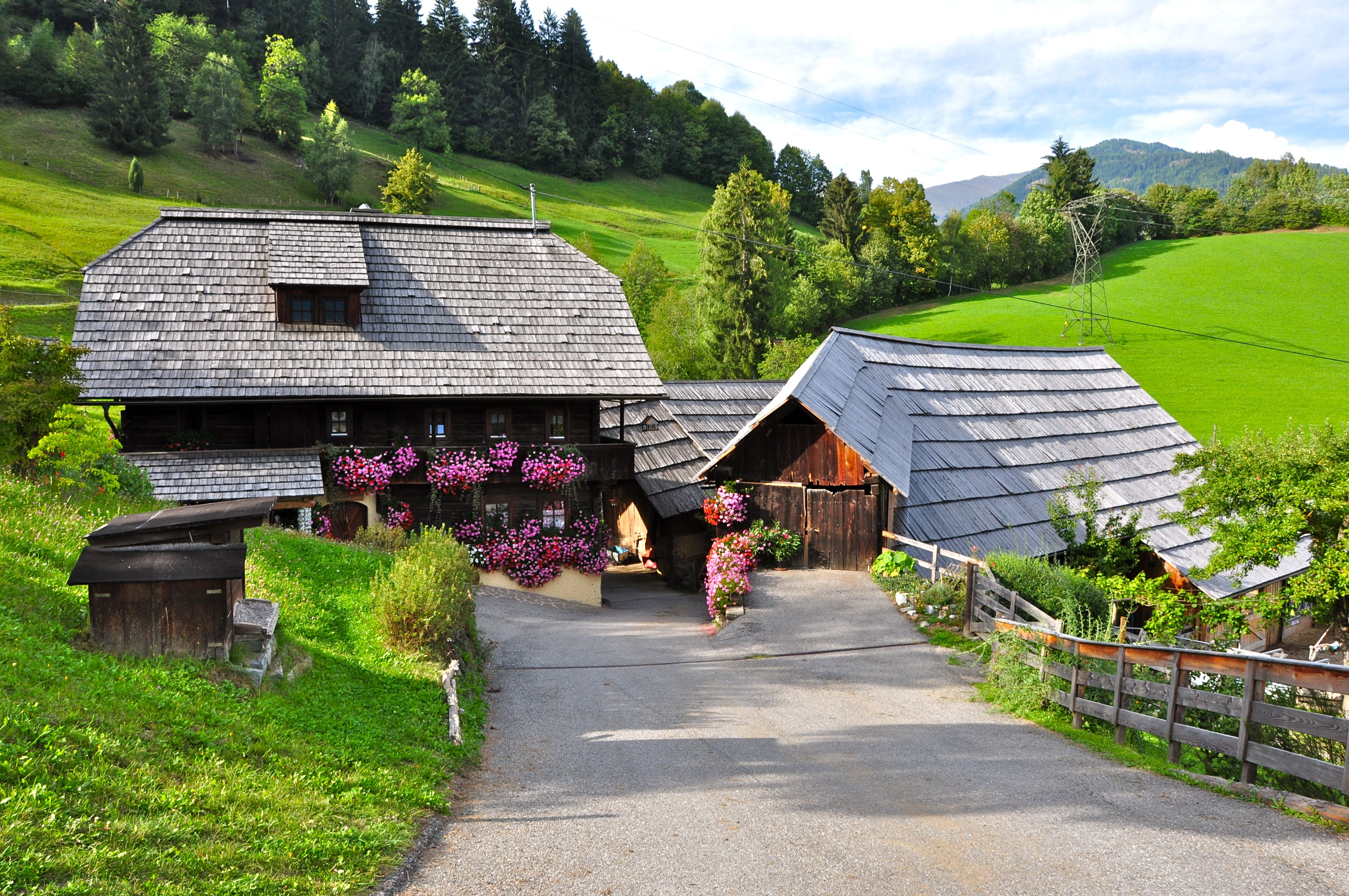
املاک کشاورزی تاریخی Stoffl در رادنتین، کارینتیا، با چیدمان قرن هجدهم از یک ساختمان اصلی، یک انبار غله و دو ساختمان که به‌عنوان اصطبل و انبار استفاده می‌شوند.

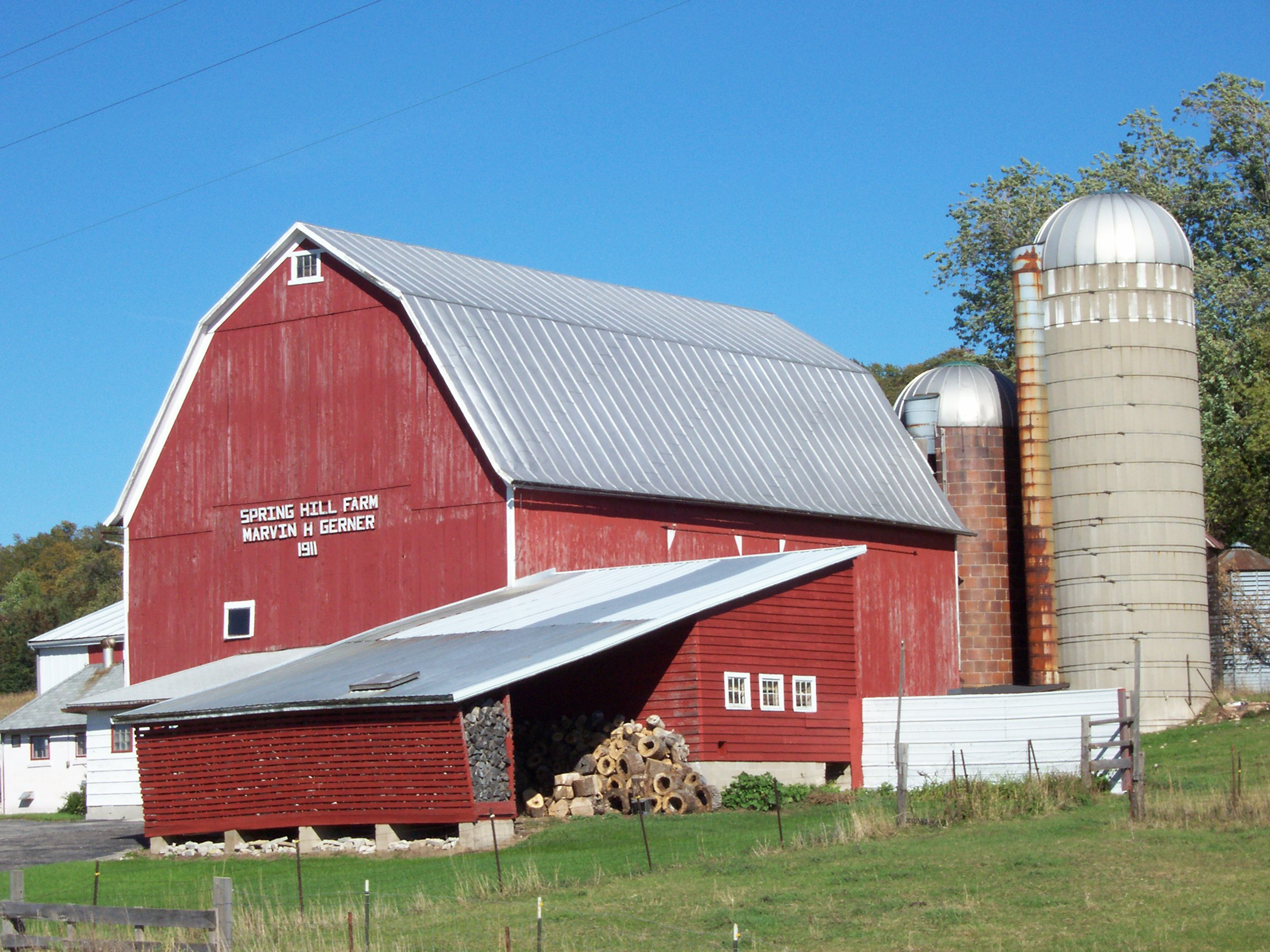
انبار یک مزرعه خانوادگی در ویسکانسین، که با سال تأسیس (۱۹۱۱) نوشته شده‌است.

مزرعه خانوادگی یا کشتزار خانوادگی (به انگلیسی: family farm) به‌طور کلی به عنوان مزرعه‌ای است که متعلق به یک خانواده و/یا اداره می‌شود. گاهی آن را ملکی می‌دانند که از طریق ارث منتقل می‌شود.